# Meleonoma diehlella
Meleonoma diehlella is een vlinder uit de familie prachtmotten (Cosmopterigidae). De wetenschappelijke naam van deze soort is voor het eerst geldig gepubliceerd in 1955 door Viette.
De soort komt voor in tropisch Afrika.